# إليزابيث من بافاريا (ملكة ألمانيا)

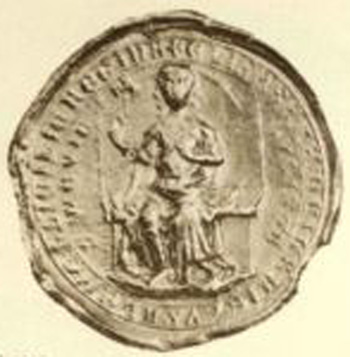

إليزابيث من بافاريا (حوالي 1227 لاندشوت - 9 أكتوبر 1273) كانت الملكة رفيقة كونراد الرابع من ألمانيا.